# Kübra
Kübra significa grande en àrab i s'utilitza com a nom de dona en turc. Algunes persones notables amb el nom Kübra inclouen:
- Kübra Akman - jugadora de voleibol turca
- Kübra Kegan - jugadora de voleibol turca
- Kübra Öztürk - jugadora d'escacs turca, Gran Mestre Femení